# Enrico Colli
Enrico Colli (Cortina d'Ampezzo, 11 dicembre 1896 – Cortina d'Ampezzo, 28 maggio 1982) è stato un fondista italiano.
Era fratello di Vincenzo, a sua volta fondista di alto livello.

## Biografia
Soprannominato "la locomotiva umana", iniziò a gareggiare a livello locale nel 1914, utilizzando sci costruiti artigianalmente. Allo scoppio della prima guerra mondiale fu richiamato alle armi nell'Esercito austro-ungarico (Cortina d'Ampezzo all'epoca faceva ancora parte dell'Impero austro-ungarico) e fu inquadrato come standschützen nel battaglione Enneberg-Marebbe, IV compagnia; combatté a Son Pòuses, sul Col di Lana e in Valparola.
Riprese la carriera agonistica al termine della guerra, partecipando a numerose gare nazionali e internazionali. Nel 1920 vinse il primo dei suoi quattro titoli nazionali; in carriera partecipò a un'edizione dei Giochi olimpici invernali, Chamonix-Mont-Blanc 1924 (12° nella 18 km, 9° nella 50 km).
Nel 1926 Colli si ritirò dalle competizioni.

## Palmarès

### Campionati italiani
- 4 ori[2] (18 km[senza fonte] nel 1920; 18 km[senza fonte] nel 1922; 18 km[senza fonte] nel 1923;  nel 1925)